# Subcomandante Marcos
Subcomandante Marcos (sada znan samo pod imenom Delegado Zero), nom de guerre za osobu, rođenu 1957., za koju se tvrdi da je vođa
indijanske militantno-gerilske grane Zapatista, EZLN (špa. Ejército Zapatista de Liberación Nacional), u meksičkoj saveznoj državi Chiapas, i najpoznatiji glasnogovornik gerile na konferencijama za javnost i drugim sastancima.
Meksička vlada tvrdi da je pravi identitet Marcosa Rafael Sebastián Guillén Vicente. Ova informacija je navodno došla od jednog od najbližih Marcosovih suradnika no EZLN ovo nije nikada potvrdio.
Naziva se "subcomandante" pošto je EZLN militantna grana potčinjena mirovnom vodstvu Zapatista, CCRI. Marcos je uvijek u javnosti nosio masku kao i neke druge zapatističke vođe.
Subcomandante Marcos nije, kako su neki tvrdili, dao podršku ETI, već ih je upozoravao da se odreknu oružane borbe i da se okrenu mirovnim pregovorima u borbi za neovisnu Baskiju.